# 2010 TK7
2010 TK7 — перший відкритий троянський астероїд Землі, обертається навколо точки Лагранжа L4 в системі координат Сонце — Земля. Точка L4 випереджає Землю на 60° в її річному оберті. Перебуває в резонансі із Землею 1:1. Має світність 20,627, звідси вирахуваний діаметр у прибл. 300 метрів. Належить до групи Аполлона.
Астероїд 2010 TK7 був виявлений у жовтні 2010 року в рамках програми NEOWISE космічним телескопом WISE, запущеному НАСА, що працював в інфрачервоному діапазоні.

## Відкриття

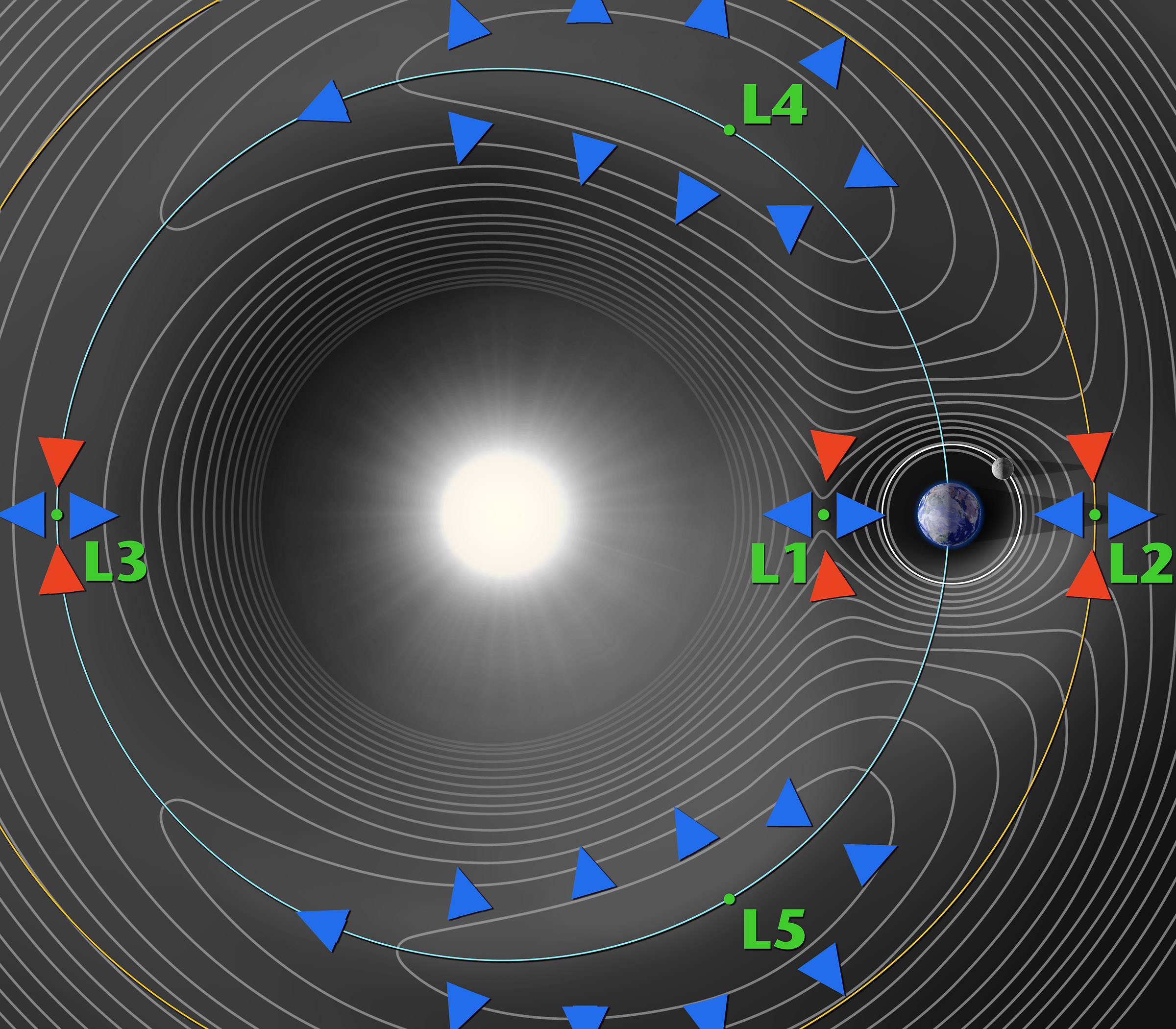
Астероїд 2010 TK_{7} обертається на підковоподібній орбіті навколо точок Лагранжа L_{4}, L_{3} та L_{5}.

Теоретично давно передбачалося, що в точках Лагранжа L4 та L5 системи Сонце — Земля можуть перебувати астрономічні об'єкти. Подібні об'єкти, що отримали назву троянці, були відкриті на орбітах низки планет: Юпітер, Нептун, Марс та у супутника Тефія (система Сатурна). Відкриття троянців Землі ускладнене через те, що об'єкти в точках L4 та L5 на небосхилі віддаленні від Сонця на кут у 60° та малопомітні в його сяйві.
Виявити астероїд 2010 TK7 вдалося лише космічному телескопу WISE. Апарат був запущений агенцією НАСА з військової бази в Каліфорнії 14 грудня 2009 року.
WISE вперше сфотографував астероїд 2010 TK7 в жовтні 2010 року , в рамках другого етапу своєї місії — NEOWISE (режим роботи без охолодження). Астероїд потрапив на знімки при скануванні всього неба, що проводилося від січня 2010 до лютого 2011 р. Загалом було впольовано два астероїди кандидати на троянців Землі, проте щодо другого претендента після додаткових спостережень приналежність до земних троянців не підтвердилася.
Уперше на ймовірність коорбітального астероїда 2010 TK7 та Землі вказав Мартін Коннорс (англ. Martin Connors) з університету Західного Онтаріо (Канада). Потім за першої змоги спостереження за астероїдом в нічний час його спостерігала міжнародна команда під керівництвом Крістіана Вейллета (фр. Christian Veillet) на телескопі CFHT, що на Гаваях (США). Базуючись на нових додаткових даних Пол Віеґерт з Університету Західного Онтаріо зміг провести комп'ютерне моделювання орбіти цього квазісупутника.

## Орбіта
Астероїд 2010 TK7 обертається навколо Сонця та перебуває в резонансі із Землею 1:1. Астероїд рухається по складній орбіті навколо точки Лагранжа L4 (обганяє планету на 60°) системи Сонце — Земля. 2010 TK7 впродовж 395-річного циклу послідовно вимальовує петлі навколо земної орбіти, центри яких поступово впродовж двох століть віддаляються від Землі до точки L3 (антипод Землі, за 180°) і потім впродовж наступних двох століть наближаються до планети.
Така специфічна орбіта посприяла відкриттю астероїда, оскільки кут між ним та Сонцем для земного спостерігача буває збільшується до 90°. Швидкість астероїда теж варіюється в широких межах, проте цикл обертання навколо Сонця складає сидеричний рік, себто 365,256 доби.
Попри те, що 2010 TK7 належить до навколоземних астероїдів, він не несе загрози падіння на Землю, оскільки синхронізований із нею. Згідно з моделюванням, упродовж найближчих 10 тисячоліть астероїд не наблизиться до Землі ближче ніж 20 млн км, що в 50 разів далі за Місяць. Упродовж найближчих ста років мінімальна відстань складе понад 24 млн км.

## Фізичні характеристики
Значні відстані та малі розміри більшості астероїдів, зокрема й 2010 TK7 не дають змогу чітко визначити їх розміри. Для визначення розмірів (ефективний діаметр) використовують абсолютну світність астероїдів (у межах сонячної системи зазвичай послуговуються стандартною зоряною величиною) та усереднений показник альбедо. Для навколоземних астероїдів усередненим альбедо приймається 0,14.
Враховуючи зоряну величину тіла — 20,627m, діаметр астероїда має становити близько 300 метрів. Проте спектральний клас астероїда не вдалося визначити, тому зазначений розмір дуже орієнтовний і може бути в межах від 200 до 460 метрів.
Гравітація на поверхні 2010 TK7 орієнтовно становить 0,00005 від земної.

## Інтерес для науки
Троянські точки Лагранжа системи Сонце — Земля й об'єкти в них становлять значний інтерес в ракурсі теорії великого зіткнення. Найімовірніше, у точці L4 існувала впродовж ста мільйонів років планета Тея. Зрештою вона зіткнулася із Землею. Із залишків викинутих у космос внаслідок цієї катастрофи сформувався Місяць.
Точка Лагранжа L4 становить інтерес для космонавтики, оскільки через нюанси орбітальних рухів дістатися туди можна значно швидше та дешевше, ніж навіть до Місяця. Щоправда, дістатися астероїда 2010 TK7 через специфічність його орбіти складніше.